# Mahmoud Darwish
Mahmoud Darwish (in arabo محمود درويش ‎?, Maḥmūd Darwīsh; al-Birwa, 13 marzo 1941 – Houston, 9 agosto 2008) è stato un poeta, scrittore e giornalista palestinese.
È autore di circa venti raccolte di poesie, pubblicate a partire dal 1964, e sette opere in prosa, di argomento narrativo o saggistico. È considerato tra i maggiori poeti in lingua araba. È stato giornalista e direttore della rivista letteraria "al-Karmel" (Il Carmelo), e dal 1994 era membro del Parlamento dell'Autorità Nazionale Palestinese.
È considerato poeta nazionale della Palestina per cui scrisse nel 1988 la dichiarazione d'indipendenza, poi proclamata da Yasser Arafat.
I suoi libri sono stati tradotti in più di venti lingue e diffusi in tutto il mondo. Solo una minima parte della sua produzione letteraria è stata tradotta in italiano.

## Biografia
Mahmoud Darwish (Maḥmūd Darwīsh) nacque nel 1941 nel villaggio di al-Birwa, situato in Alta Galilea a est della città di Akko (Acri). Il suo villaggio natale fu distrutto nel corso del conflitto arabo-israeliano del 1948, e dichiarato unilateralmente zona militare inaccessibile nel 1951. Nel 1948 - durante il primo conflitto arabo-israeliano - i genitori di Mahmoud per sfuggire ai rischi della guerra cercarono rifugio in Libano con il resto della popolazione, ma furono tra i pochissimi che riuscirono a rientrare nel loro paese, illegalmente, dopo appena un anno. Nel frattempo però la loro terra d'origine era diventata parte dello stato di Israele e i loro beni erano stati confiscati. In questa condizione fin da bambino Darwish si trovò nello status legale di "alieno", cittadino che risiede come "ospite illegale".
Da giovane fu arrestato e condannato più volte a pene detentive, per la sua presenza in Israele senza permesso e per aver recitato poesie sovversive in pubblico. Studiò peraltro la lingua ebraica israeliana. Cominciò l'attività pubblicistica a diciannove anni, iscritto all'università non ebbe la possibilità di laurearsi a causa delle interruzioni degli studi nei periodi trascorsi in prigione, anche se in Unione Sovietica, a Mosca, si costruì nel 1971 una solida preparazione linguistico-letteraria. Pubblicò la sua prima raccolta di poesie, Uccelli senza Ali, a diciannove anni nel 1960. L'opera che lo rese famoso, "Foglie D'Ulivo", fu pubblicata nel 1964. È un'opera che trasfigura in quadri di forte impatto l'identità nazionale palestinese. Divennero famose alcune poesie che raccontano la condizione dolorosa e folle dell'esilio. La carriera poetica di Mahmoud Darwish, dall'epoca della prima pubblicazione, mantiene legami ideali con la lotta armata del popolo palestinese per il ritorno alla sua terra (l'attività dei gruppi armati cominciò anch'essa nel 1964). La poesia di Darwish assumeva un ruolo di riferimento collettivo per la causa palestinese.
Fu direttore del quotidiano locale "Ittiḥād" (Unità) fino al 1970. In quell'anno abbandonò definitivamente la Palestina/Israele per un periodo di studio in Unione Sovietica. Da allora trascorse la sua vita risiedendo per periodi diversi nelle principali città del mondo arabo: Il Cairo, Beirut, Tunisi, Amman. A Beirut diresse un mensile palestinese (Shuʿūn Filasṭīniyya, "Affari Palestinesi"), quindi divenne direttore della rivista letteraria palestinese "al-Karmel", pubblicata da un dicastero dell'OLP. Visse per un lungo periodo a Beirut fino al 1982, quando la città fu assediata dall'esercito israeliano. Darwish dovette abbandonare il Libano insieme allo Stato Maggiore e al Comitato Esecutivo dell'OLP (l'organo di governo dell'OLP). Dopo un periodo di esilio a Cipro, visse tra Beirut e Parigi. Lavorò anche al Cairo presso il quotidiano nazionale "al-Ahrām".
La seconda metà degli anni ottanta furono l'epoca del suo maggiore impegno politico. Nel 1987 fu eletto nel Comitato Esecutivo dell'OLP. Sempre nel 1987 Darwish partecipò a Firenze alla rassegna "Poeti del Mediterraneo per la Pace", con lo spagnolo Goytisolo, l'italo-jugoslavo Damiani, l'israeliana Ravilovich, il greco Apostolatos, rassegna organizzata dagli enti locali e dalla rivista culturale Collettivo R.
I suoi spostamenti dell'epoca e particolari della sua vita sono in parte segreti (per ragioni di sicurezza ciò valeva per tutti gli esponenti di organizzazioni palestinesi). Darwish era stato una figura politica fin dalla metà degli anni sessanta, quando entrò nel Partito Comunista di Israele. La sua carriera politica si svolse però nell'OLP, di cui divenne uno dei quadri. Al momento della sua elezione nell'organismo decisionale era considerato un rappresentante dell'"ala dura", la corrente che difendeva maggiormente il principio del diritto al ritorno dei profughi e la "distruzione" dello Stato di Israele. Si dimise dal Comitato Esecutivo sei anni dopo, nel 1993, perché contrario agli accordi di Oslo (accusò Yasser Arafat di eccessiva arrendevolezza nei negoziati).
Mahmoud Darwish ha redatto il testo della Dichiarazione d'Indipendenza (dello Stato) Palestinese, documento promulgato nel 1988 e riconosciuto da diversi stati.
Solo nel 1996, dopo 26 anni di esilio, ottenne un permesso per visitare la sua famiglia nello stato di Israele. Divenne nuovamente direttore di "al-Karmel" (rifondata nel frattempo) e venne eletto nel Consiglio legislativo palestinese nei Territori occupati.
Mahmoud Darwish è morto all'età di 67 anni a Houston (Texas) il 9 agosto 2008, per le complicanze di un delicato intervento al cuore (già ne aveva subiti nel 1984 e nel 1998)
Mahmoud Darwish è la prima e unica personalità palestinese dopo Arafat alla quale sono stati concessi i funerali di stato.
Per commemorarne la figura, il 5 ottobre 2008 è stata organizzata a Berlino una lettura contemporanea mondiale delle sue poesie.

## Opere pubblicate in italiano
- Versi di fuoco e di sangue: dei poeti arabi della Resistenza, versione italiana di Issa Naouri (Editrice EAST, 1969), poesie di Mahmoud Darwish e altri poeti palestinesi.
- Meno rose, trad. Gianroberto Scarcia e Francesca Rambaldi (Ca' Foscari, 1997)
- Stella e giaguaro. Canti di libertà dall' America latina al Medioriente, a cura di Federico Italiano e Stefano Pellò (Luni, 1999), include una selezione di poesie di Mahmoud Darwish e altri poeti palestinesi, curata da Stefano Pellò.
- Perché hai lasciato il cavallo alla sua solitudine?, trad. Lucy Ladikoff (San Marco dei Giustiniani, 2001), con testo arabo a fronte. ISBN 978-88-7494-104-9; nuova edizione; Edizioni degli animali, 2024, ISBN 979-12-80475-13-8
- Murale (Epoché, 2005).
- La mia ferita è lampada a olio, trad. di Francesca Maria Corrao (De Angelis, 2006).
- Oltre l'ultimo cielo. La Palestina come metafora (Epoché, 2007).
- Il letto della straniera (Epoché, 2009).
- Come fiori di mandorlo o più lontano (Epoché, 2010).
- Francesco Medici - Rita Franceschetti Hoka, Rītā, versi per una ragazza ebrea. Marcel Khalife canta Mahmoud Darwish, Centro Studi e Ricerche di Orientalistica, 4 aprile 2013.
- Stato d'assedio (Edizioni Q, 2014), con testo arabo a fronte.
- Una trilogia palestinese (Feltrinelli, 2014).
- Il giocatore d'azzardo, trad. Ramona Ciucani (Mesogea, 2015), con testo arabo a fronte.
- Undici pianeti, trad. Silvia Moresi (Jouvence, 2018).
- Inni universali di pace della Palestina. Elogio dell'ombra alta, trad. Saleh Zaghloul (Jouvence, 2020), con testo arabo a fronte.
- La saggezza del condannato a morte e altre poesie, trad. di Tareq Aljabr e Sana Darghmouni, riadattamento dei testi poetici in italiano Emiliano Cribari (Emuse, 2022).
- Con la lingua dell'altro, trad. di Francesca Gorgoni (Portatori d'acqua, 2023).
- Pensa agli altri, illustrazioni di Sahar Abdallah, introduzione di Simone Sibilio, trad. di Alessandra Amorello (Lorusso, 2023).
- Non scusarti per quel che hai fatto, a cura di Sana Darghmouni e Pina Piccolo, premessa di Monica Ruocco (Crocetti, 2024), con testo arabo a fronte.